# Беглый огонь (фильм)
«Беглый огонь» (англ. Rapid Fire) — американский боевик 1992 года Дуайта Литтла с Брэндоном Ли и Пауэрсом Бутом в главных ролях. Последний полностью завершённый фильм с участием Брэндона Ли.

## Сюжет
Действие фильма происходит в Чикаго. Между собой враждуют чикагская и вьетнамская мафиозные группировки. Пытаясь произвести передел власти, лидер чикагской группировки совершает убийство, свидетелем которого становится молодой китайский студент-гуманитарий Джейк Ло, чьи родители погибли во время событий на площади Тяньаньмэнь. Он стал ненужным свидетелем криминала, и гангстеры хотят его уничтожить.
По мере продвижения сюжета становится ясно, что студент, владеющий боевыми искусствами, может за себя постоять. Кроме того, на помощь ему приходит полиция в лице агента Мака Райана. Мак — целеустремлённый честный чикагский полицейский, он напоминает Джейку его умершего отца, и Джейк может доверять Маку. Кроме того, появляется некая Карла Уайтерс, которая очень нравится Джейку. Вместе они пытаются уничтожить бандитов и распутать некоторые таинственные дела.

## В ролях
- Брэндон Ли — Джейк Ло
- Пауэрс Бут — Мак Райан
- Ник Манкузо — Антонио Серрано
- Рэймонд Бэрри — агент Фрэнк Стюарт
- Кейт Ходж — Карла Уайтерс
- Ци Ма — Кинмэн Тони Тау
- Тони Лонго — Бруннер

## Производство
Брэндон Ли хотел, чтобы режиссёром фильма был Джон Ву, но Ву был занят на съёмках «Круто сваренных» и его заменил американский режиссёр Дуайт Литтл. Съёмки фильма проходили в Чикаго и Таиланде и заняли 42 дня — с 26 сентября по 7 ноября 1991 года. Сцены в колледже проводились в Occidental College Лос-Анджелеса. Большинство драк было поставлено Брэндоном Ли и включало элементы боевого искусства, созданного его отцом Брюсом Ли, — джиткундо.

## Релиз

### Релиз в кинотеатрах
Фильм дебютировал под номером 3 в отечественном прокате. Он завершил свой пробег в Северной Америке с суммой в 14,4 миллиона долларов США.

### Релиз на VHS
Фильм был
выпущен на видеокассете VHS в США 24 февраля 1993 года. Он хорошо зарекомендовал себя в прокатных магазинах, попав в десятку лучших в чартах Billboard, что аналитики назвали необычным для фильма, снятого мастером боевых искусств. Хотя были сообщения о повышенном интересе к фильмам Ли после его смерти во время съемок «Ворона», «Беглый огонь» провел семь недель в топ-20, большая часть этого времени не пострадала от внимания средств массовой информации, окружавшего его безвременную кончину.
Компания 20th Century Fox Home Entertainment выпустила DVD в регионе 2 в Великобритании 16 июля 2001 г. и в регионе 1 в США 21 мая 2002 г. Twilight Time выпустила фильм ограниченным тиражом на Blu-ray 21 августа 2018 года